# Хамфрис, Крис
Крис Нейтан Хамфрис (англ. Kris Nathan Humphries, род. 6 февраля 1985 года) — американский баскетболист, выступавший в Национальной баскетбольной ассоциации (НБА). До прихода в НБА играл за студенческую команду университета Миннесоты «Миннесота Голден Гоферс». На драфте НБА 2004 года был выбран в первом раунде под общим 14 номером клубом «Юта Джаз». Крис также выступал за команды «Торонто Рэпторс», «Даллас Маверикс», «Нью-Джерси / Бруклин Нетс», «Бостон Селтикс», «Вашингтон Уизардс», «Финикс Санз» и «Атланта Хокс».

## Профессиональная карьера
Хамфрис был выбран на драфте НБА 2004 года клубом «Юта Джаз» под 14 общим номером. В «Джаз» он провёл 2 сезона в среднем за игру набирая по 3,6 очка и делая 2,7 подбора за 11,6 минуты на площадке.
8 июня 2006 года он и Роберт Уэли был обменян в «Торонто Рэпторс» на Рафаэля Аражуо. В начале сезона 2006/07 он практически не появлялся на площадке, однако позже он смог показать свою способность играть на подборе и помог команде завоевать первый в её истории титул чемпиона дивизиона. 28 марта 2007 года он смог сделать 7 подборов в нападении за 27 минут на площадке. 13 апреля в игре против «Детройт Пистонс» он сделал 18 подборов. Первый сезон в «Рэпторс» он окончил набирая в среднем за игре по 3,1 очка и делая 3,8 подбора.
9 июля 2009 года Хамфрис, Шон Мэрион и Натан Джаваи были обменяны в «Даллас Маверикс» как часть сделки четырёх клубов: «Рэпторс», «Маверикс», «Орландо Мэджик» и «Мемфис Гриззлис».
11 января 2010 года «Маверикс» обменяли его и Шона Уильямса в «Нью-Джерси Нетс». 27 февраля 2010 года Хамфрис в игре против «Лос-Анджелес Клипперс» установил рекорд в карьере по набранным очкам — 25. В сезоне 2010/11 он в среднем за игру набирал более 10 очков и делал более 10 подборов.
18 февраля 2016 года клуб «Вашингтон Уизардс» обменял его вместе с Деджуаном Блэром и выбором в 1-м раунде драфта 2016 года в «Финикс Санз» на Маркиффа Морриса. Дебютировал он на следующий день в проигранном матче против «Хьюстон Рокетс» и записал в свой актив дабл-дабл из 18 очков 12 подборов за 27 минут, выйдя со скамейки. Таким образом он стал 13-м игроком «Санз», которому удалось сделать дабл-дабл в дебютном матче за клуб. 28 февраля, после 4 игр за «Финикс», он выкупил свой контракт у клуба.
1 марта 2016 года он подписал контракт с клубом «Атланта Хокс». 15 июля 2016 года он переподписал контракт с командой.
25 сентября 2017 года Хамфрис подписал контракт с «Филадельфией Севенти Сиксерс», но уже 14 октября его отчислили из состава.
26 марта 2019 года Крис заявил о завершении профессиональной карьеры.

## Личная жизнь
С 28 декабря 2010 года Хамфрис встречался с Ким Кардашьян. 18 мая 2011 года он сделал Кардашьян предложение, подарив 20,5-каратное бриллиантовое кольцо Lorraine Schwartz. Ким и Крис поженились 20 августа 2011 года в Монтесито, Калифорния. 31 октября 2011 года, после 72 дней брака, Ким подала на развод.

## Статистика

### Статистика в НБА
| Сезон   | Команда    | Регулярный сезон | Регулярный сезон          | Регулярный сезон         | Регулярный сезон         | Регулярный сезон                      | Регулярный сезон                   | Регулярный сезон            | Регулярный сезон           | Регулярный сезон              | Регулярный сезон              | Регулярный сезон         | Серия плей-офф  | Серия плей-офф            | Серия плей-офф           | Серия плей-офф           | Серия плей-офф                        | Серия плей-офф                     | Серия плей-офф              | Серия плей-офф             | Серия плей-офф                | Серия плей-офф                | Серия плей-офф           |
| Сезон   | Команда    | Сыгранные матчи  | Матчи в стартовой пятёрке | Количество минут за игру | Процент попаданий с игры | Процент попадания трёхочковых бросков | Процент попадания штрафных бросков | Количество подборов за игру | Количество передач за игру | Количество перехватов за игру | Количество блок-шотов за игру | Количество очков за игру | Сыгранные матчи | Матчи в стартовой пятёрке | Количество минут за игру | Процент попаданий с игры | Процент попадания трёхочковых бросков | Процент попадания штрафных бросков | Количество подборов за игру | Количество передач за игру | Количество перехватов за игру | Количество блок-шотов за игру | Количество очков за игру |
| ------- | ---------- | ---------------- | ------------------------- | ------------------------ | ------------------------ | ------------------------------------- | ---------------------------------- | --------------------------- | -------------------------- | ----------------------------- | ----------------------------- | ------------------------ | --------------- | ------------------------- | ------------------------ | ------------------------ | ------------------------------------- | ---------------------------------- | --------------------------- | -------------------------- | ----------------------------- | ----------------------------- | ------------------------ |
| 2004/05 | Юта        | 67               | 4                         | 13,0                     | 40,4                     | 33,3                                  | 43,6                               | 2,9                         | 0,6                        | 0,4                           | 0,3                           | 4,1                      | Не участвовал   | Не участвовал             | Не участвовал            | Не участвовал            | Не участвовал                         | Не участвовал                      | Не участвовал               | Не участвовал              | Не участвовал                 | Не участвовал                 | Не участвовал            |
| 2005/06 | Юта        | 62               | 2                         | 10,0                     | 37,9                     | 0,0                                   | 52,3                               | 2,5                         | 0,5                        | 0,4                           | 0,3                           | 3,0                      | Не участвовал   | Не участвовал             | Не участвовал            | Не участвовал            | Не участвовал                         | Не участвовал                      | Не участвовал               | Не участвовал              | Не участвовал                 | Не участвовал                 | Не участвовал            |
| 2006/07 | Торонто    | 60               | 2                         | 11,2                     | 47,0                     | -                                     | 67,1                               | 3,1                         | 0,3                        | 0,2                           | 0,4                           | 3,8                      | 6               | 0                         | 11,5                     | 33,3                     | -                                     | 37,5                               | 2,8                         | 0,2                        | 0,2                           | 0,3                           | 1,5                      |
| 2007/08 | Торонто    | 70               | 0                         | 13,2                     | 48,3                     | 0,0                                   | 60,5                               | 3,7                         | 0,4                        | 0,4                           | 0,4                           | 5,7                      | 3               | 0                         | 0,6                      | -                        | -                                     | -                                  | 0,0                         | 0,0                        | 0,0                           | 0,0                           | 0,0                      |
| 2008/09 | Торонто    | 29               | 0                         | 9,1                      | 42,2                     | -                                     | 79,2                               | 2,4                         | 0,3                        | 0,3                           | 0,2                           | 3,9                      | Не участвовал   | Не участвовал             | Не участвовал            | Не участвовал            | Не участвовал                         | Не участвовал                      | Не участвовал               | Не участвовал              | Не участвовал                 | Не участвовал                 | Не участвовал            |
| 2009/10 | Даллас     | 25               | 0                         | 12,6                     | 46,1                     | -                                     | 56,8                               | 3,8                         | 0,3                        | 0,3                           | 0,4                           | 5,2                      | Не участвовал   | Не участвовал             | Не участвовал            | Не участвовал            | Не участвовал                         | Не участвовал                      | Не участвовал               | Не участвовал              | Не участвовал                 | Не участвовал                 | Не участвовал            |
| 2009/10 | Нью-Джерси | 44               | 0                         | 20,6                     | 43,3                     | 0,0                                   | 69,9                               | 6,4                         | 0,6                        | 0,7                           | 0,8                           | 8,1                      | Не участвовал   | Не участвовал             | Не участвовал            | Не участвовал            | Не участвовал                         | Не участвовал                      | Не участвовал               | Не участвовал              | Не участвовал                 | Не участвовал                 | Не участвовал            |
| 2010/11 | Нью-Джерси | 74               | 44                        | 27,8                     | 52,7                     | 0,0                                   | 66,5                               | 10,4                        | 1,1                        | 0,4                           | 1,1                           | 10,0                     | Не участвовал   | Не участвовал             | Не участвовал            | Не участвовал            | Не участвовал                         | Не участвовал                      | Не участвовал               | Не участвовал              | Не участвовал                 | Не участвовал                 | Не участвовал            |
| 2011/12 | Нью-Джерси | 62               | 62                        | 34,9                     | 48,1                     | -                                     | 75,2                               | 11,0                        | 1,5                        | 0,8                           | 1,2                           | 13,8                     | Не участвовал   | Не участвовал             | Не участвовал            | Не участвовал            | Не участвовал                         | Не участвовал                      | Не участвовал               | Не участвовал              | Не участвовал                 | Не участвовал                 | Не участвовал            |
| 2012/13 | Бруклин    | 65               | 21                        | 18,3                     | 44,8                     | 0,0                                   | 78,9                               | 5,6                         | 0,5                        | 0,2                           | 0,5                           | 5,8                      | 7               | 0                         | 11,8                     | 45,2                     | -                                     | 42,9                               | 3,3                         | 0,1                        | 0,1                           | 0,4                           | 4,4                      |
| 2013/14 | Бостон     | 69               | 30                        | 19,9                     | 50,1                     | 0,0                                   | 81,3                               | 5,9                         | 1,0                        | 0,4                           | 0,9                           | 8,4                      | Не участвовал   | Не участвовал             | Не участвовал            | Не участвовал            | Не участвовал                         | Не участвовал                      | Не участвовал               | Не участвовал              | Не участвовал                 | Не участвовал                 | Не участвовал            |
| 2014/15 | Вашингтон  | 64               | 17                        | 21,0                     | 47,3                     | 0,0                                   | 74,4                               | 6,5                         | 0,9                        | 0,5                           | 0,4                           | 8,0                      | 1               | 0                         | 5,2                      | 100,0                    | -                                     | -                                  | 3,0                         | 0,0                        | 0,0                           | 0,0                           | 2,0                      |
| 2015/16 | Вашингтон  | 28               | 14                        | 16,6                     | 40,5                     | 34,3                                  | 93,5                               | 4,1                         | 0,6                        | 0,1                           | 0,5                           | 6,4                      | Не участвовал   | Не участвовал             | Не участвовал            | Не участвовал            | Не участвовал                         | Не участвовал                      | Не участвовал               | Не участвовал              | Не участвовал                 | Не участвовал                 | Не участвовал            |
| 2015/16 | Финикс     | 4                | 3                         | 18,6                     | 27,8                     | 30,0                                  | 75,0                               | 8,0                         | 1,8                        | 0,8                           | 0,5                           | 7,3                      | Не участвовал   | Не участвовал             | Не участвовал            | Не участвовал            | Не участвовал                         | Не участвовал                      | Не участвовал               | Не участвовал              | Не участвовал                 | Не участвовал                 | Не участвовал            |
| 2015/16 | Атланта    | 21               | 0                         | 14,0                     | 46,5                     | 25,8                                  | 71,1                               | 3,4                         | 0,6                        | 0,5                           | 0,3                           | 6,4                      | 4               | 0                         | 14,0                     | 46,4                     | 50,0                                  | 100,0                              | 6,0                         | 1,0                        | 0,5                           | 1,3                           | 9,3                      |
| 2016/17 | Атланта    | 56               | 4                         | 12,3                     | 40,7                     | 35,2                                  | 78,0                               | 3,7                         | 0,5                        | 0,3                           | 0,4                           | 4,6                      | 1               | 0                         | 2,9                      | -                        | -                                     | -                                  | 0,0                         | 0,0                        | 0,0                           | 1,0                           | 0,0                      |
|         | Всего      | 800              | 203                       | 17,8                     | 46,3                     | 29,3                                  | 70,0                               | 5,4                         | 0,7                        | 0,4                           | 0,6                           | 6,7                      | 22              | 0                         | 9,9                      | 44,9                     | 50,0                                  | 57,1                               | 3,0                         | 0,3                        | 0,2                           | 0,5                           | 3,6                      |

### Статистика в NCAA
| Сезон   | Команда   | Конференция | Год обучения («FR» — 1 курс, «SO» — 2 курс, «JR» — 3 курс, «SR» — 4 курс) | Сыгранные матчи | Матчи в стартовой пятёрке | Количество минут за игру | Процент попаданий с игры | Процент попадания трёхочковых бросков | Процент попадания штрафных бросков | Количество подборов за игру | Количество передач за игру | Количество перехватов за игру | Количество блок-шотов за игру | Количество очков за игру |
| ------- | --------- | ----------- | ------------------------------------------------------------------------- | --------------- | ------------------------- | ------------------------ | ------------------------ | ------------------------------------- | ---------------------------------- | --------------------------- | -------------------------- | ----------------------------- | ----------------------------- | ------------------------ |
| 2003/04 | Миннесота | Big Ten     | FR                                                                        | 29              | 28                        | 34,1                     | 44,4                     | 34,0                                  | 74,2                               | 10,1                        | 0,7                        | 0,9                           | 1,1                           | 21,7                     |
| Всего   | Всего     | Всего       | Всего                                                                     | 29              | 28                        | 34,1                     | 44,4                     | 34,0                                  | 74,2                               | 10,1                        | 0,7                        | 0,9                           | 1,1                           | 21,7                     |